# 漢諾弗海灘 (印地安納州)
漢諾弗海灘（英語：Hanover Beach）是位於美國印地安納州傑佛遜縣的一個非建制地區。該地的面積和人口皆未知。